# Спас (Самборский район)
Спас (укр. Спас) — село в Старосамборской городской общине Самборского района Львовской области Украины. В 1905 году неподалёку от села была прошла железная дорога в Галицию из Закарпатья. В нескольких километрах от села находится геологический заповедник «Спасские камни».
Население составляло 436 человек по данным 2020 года. Население по переписи 2001 года составляло 493 человека (в 1921 году в селе жили 444 человека). Занимает площадь 0,62 км². Почтовый индекс — 82073. Телефонный код — 3238.

## Спасский монастырь
В селе в течение нескольких столетий располагался знаменитый Спасо-Самборский монастырь. В Спасском монастыре был похоронен Волынский князь Лев Данилович, сын князя Данилы Галицкого, умерший в 1301 году. В XIII—XVIII веках Спасо-Самборский монастырь являлся крупнейшим центром культуры, с иконописной школой и скрипторием.
С середины XIII века монастырь являлся центром Самборской епархии, которая была отделена от Перемышльской; известны имена нескольких самборских епископов XIII века с резиденцией в монастыре. Первому епископу, Евфимию, были пожалованы два села — Созань и Страшевичи.
В XIV веке Самборская епархия была присоединена к Перемышльской; перемышльские епископы стали именоваться Перемышльскими и Самборскими и использовали Спасский монастырь в XVI—XVII веках в качестве зимней резиденции.
Строительство каменного Спасо-Преображенского храма на месте старой деревянной церкви началось в 1292 году, согласно грамоте князя Льва Даниловича и надписи, высеченной над входом при возобновлении храма в XVI веке.
В последней трети XVI века монастырь стал известен как центр движения феодосиан-антитринитариев. Последователь Феодосия Косого дьякон Козьма (Андрей) Колодынский приехал в монастырь около 1567 года Витебска. В монастыре дьякон Козьма сочинил знаменитую подделку, так называемое «Письмо половца Ивана Смеры к великому князю Владимиру Святому», якобы написанное в 990 году в Александрии, от имени половца Смеры, посланного в Грецию Владимиром Святославичем для «ознакомления с христианскою церковью в Греции». Письмо, якобы списанное с двенадцати медных досок, сохранившихся в Спасо-Самборском монастыре, излагало антитринитарианскую критику греческого православия и предостерегало князя Владимира от её введения. Подделка активно использовалась в проповедях антитринитариев не только в православной, но и в католической церкви.
В монастыре в XVII веке разгорелась борьба между православными и униатскими епископами, в ходе которой была уничтожена значительная часть памятников истории монастыря.
Монастырь был закрыт австрийскими властями в конце XVIII века, главный Спасо-Преображенский храм был разобран в 1816 году.